# Play Misty for Me
Play Misty for Me és una pel·lícula nord-americana de terror psicològic dirigida el 1971 per Clint Eastwood i protagonitzada per ell mateix, amb Jessica Walter en el paper de coprotagonista. Va ser la primera pel·lícula de Clint Eastwood com a director.
La banda sonora va ser composta per Dee Barton. Play Misty for Me va ser un èxit comercial, recaptant més de deu milions i mig de dòlars.
En els Premis Globus d'Or de 1972, Jessica Walter va ser candidata al premi a la millor actriu, sent finalment Jane Fonda qui el va guanyar pel seu paper en la pel·lícula Klute, d'Alan J. Pakula.

## Argument
Dave Garland (Clint Eastwood), un popular locutor de ràdio de Califòrnia, rep en el seu programa freqüents trucades d'una misteriosa dona que sempre sol·licita la mateixa cançó. Un dia en un pub una dona, Evelyn (Jessica Walter), sedueix Dave, i tots dos acaben a l'apartament d'ella amb la idea que serà una aventura d'una nit.

## Repartiment
- Clint Eastwood com a Dave Garver.
- Jessica Walter com a Evelyn Draper.
- Donna Mills com a Tobie Williams.
- John Larch com a Sergent McCallum.
- Jack Ging com a Frank.
- Irene Hervey com a Madge.
- James McEachin com a Al Monte.
- Clarice Taylor com a Birdie.
- Don Siegel com a Murphy.